# Cotesia orobenae
Cotesia orobenae är en stekelart som först beskrevs av Forbes 1883.  Cotesia orobenae ingår i släktet Cotesia och familjen bracksteklar. Inga underarter finns listade i Catalogue of Life.